# Seło i ludy
Seło i ludy (ukr. Село і люди, pol. Wioska i ludzie) — ukraiński rockowy cover band, założony w 2002 roku w Charkowie. Uczestnicy trzeciego sezonu ukraińskiego „Mam talent”, dzięki któremu zyskali szersze uznanie. Zespół wykonuje aranżacje znanych zagranicznych hitów na instrumenty ludowe, najbardziej znany jest z coveru utworu "It's My Life" autorstwa Bon Jovi.
Grupa odnotowała ponowny wzrost popularności w 2022 dzięki koncertom online nagrywanych w bunkrze podczas rosyjskiej inwazji na Ukrainę. Występy były transmitowane w pozaukraińskiej prasie, w tym na niemieckim kanale Youtube Joko & Klaas, gdzie zagrali aranżację piosenki "Du Hast" zespołu Rammstein.

## Skład zespołu
- Ołeksandr Gonczarow (akordeon, wokal główny);
- Mykyta Czeremisin (bałałajka);
- Ołeksandr Rajew (gitara basowa, wokal wspomagający)

## Byli członkowie zespołu
- Serhij Mitus (bałałajka)
- Dmytro Petruk (perkusja, instrumenty perkusyjne)
- Jurij Panczenko (bałałajka);
- Iwan Gerasewycz (gitara basowa);
- Tymur Szelitow (gitara basowa);
- Artem Kalinin (perkusja, instrumenty perkusyjne)

## Wybrana dyskografia
- „It's My Life” w połączeniu utworów Bon Jovi i Dr.Albana
- „Smells Like Teen Spirit" zespołu Nirvana
- „I want to Break Free” zespołu Queen
- „In The Army Now” zespołu Status Quo
- „Pretty Woman” Roya Orbisona
- „Enter Sandman” zespołu Metallica
- „I Can't Get No (Satisfaction)” zespołu The Rolling Stones
- „Losing My Religion” autorstwa REM
- „Biełyje Rozy” zespołu Łaskowyj Maj
- „You're My Heart, You're My Soul” zespołu Modern Talking